# Jean Levaillant (athlétisme)
Pour les articles homonymes, voir Jean Levaillant.
Jean Levaillant (né le 15 décembre 1941 à Saint-Gilles-les-Bois) est un athlète français, spécialiste des courses de fond.

## Biographie
Il est sacré champion de France du 5 000 mètres en 1975 à Saint-Étienne, dans le temps de 13 min 59 s 0.